# Alrø

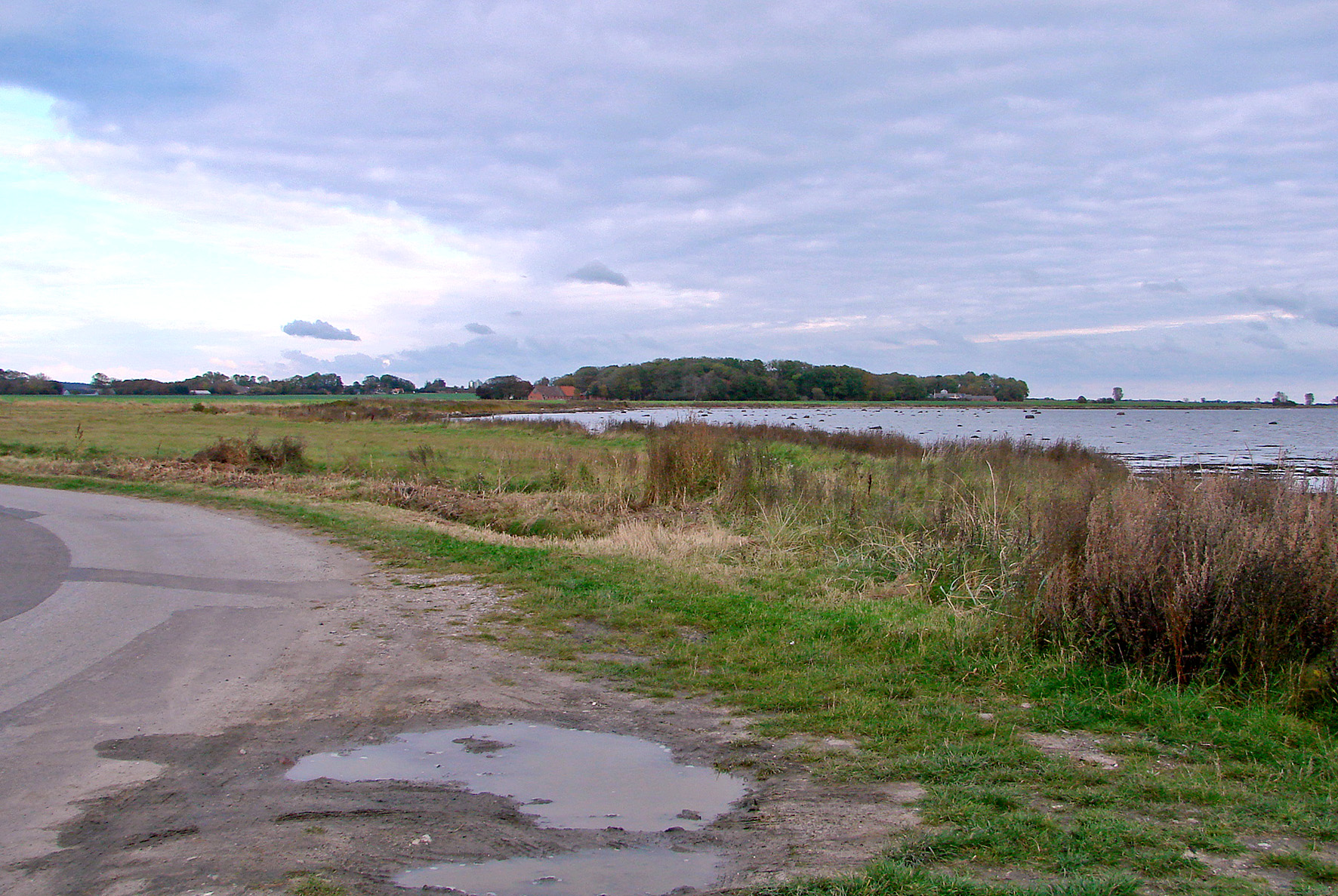
Alrø från sydväst.

Alrø är en dansk ö i Horsens fjord på Jyllands östkust cirka tre mil söder om Århus. Den är 7 km lång och 5 km bred, högsta punkten är 15 m ö.h. Invånarantalet är 150 (2020).
Ön är en egen församling, Alrø församling, som tillhör Hads härad. Den var en egen kommun fram till danska kommunreformen 1970, den är nu en del av Odders kommun. Öns församlingskyrka, Alrø Kirke, är en stenkyrka från 1300-talet.
Alrø har varit bebodd sedan stenåldern. Den är förbunden med fjordens nordkust via en kilometerlång vägbank som påbörjades 1929 och invigdes den 10 juni 1931. Innan dess kunde man köra över vid ett vadställe från Gyllingnæs, öster om ön. Det har även funnits båtförbindelse med nordkusten, Hjarnø och Horsens.
På sommarhalvåret går en cykelfärja från Snaptun till Egehovedet på öns södra del.